# Transport kolejowy w Zimbabwe

Mapa sieci kolejowej Zimbabwe (niem.)

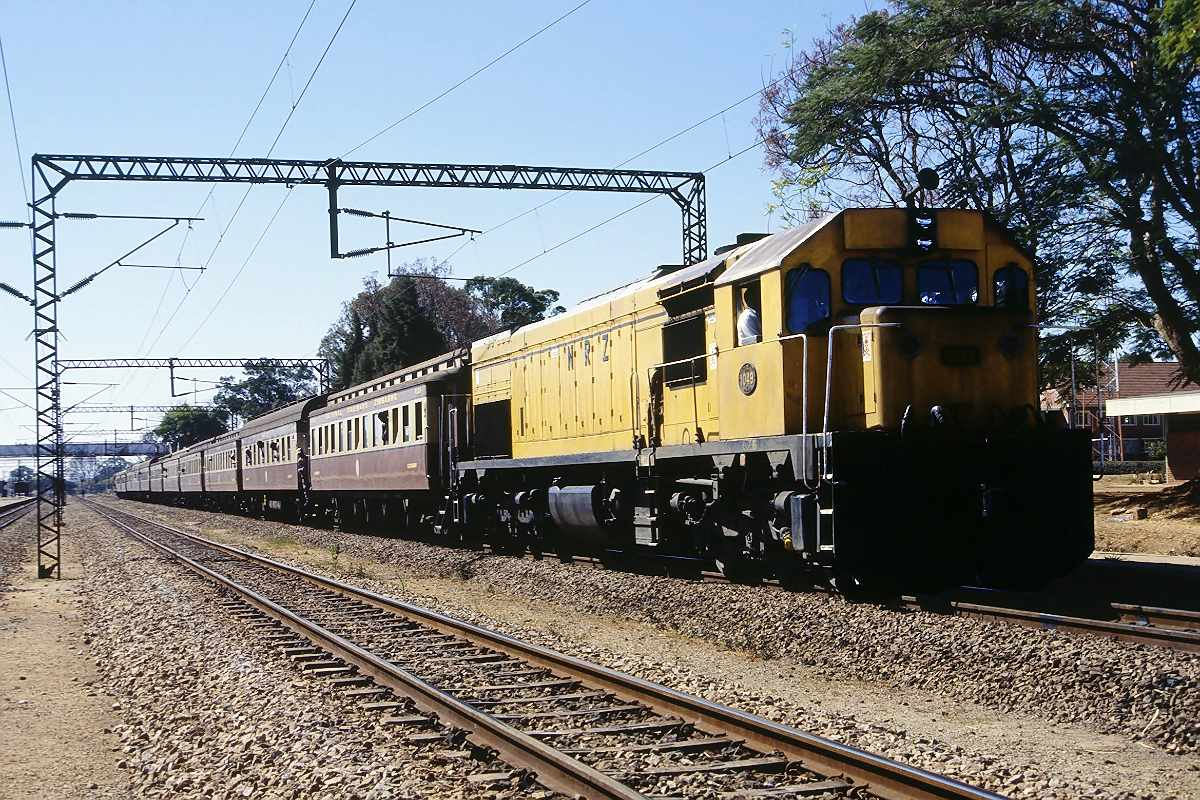
Pociąg relacji Harare – Bulawayo prowadzony lokomotywą serii DE10A w Gweru.

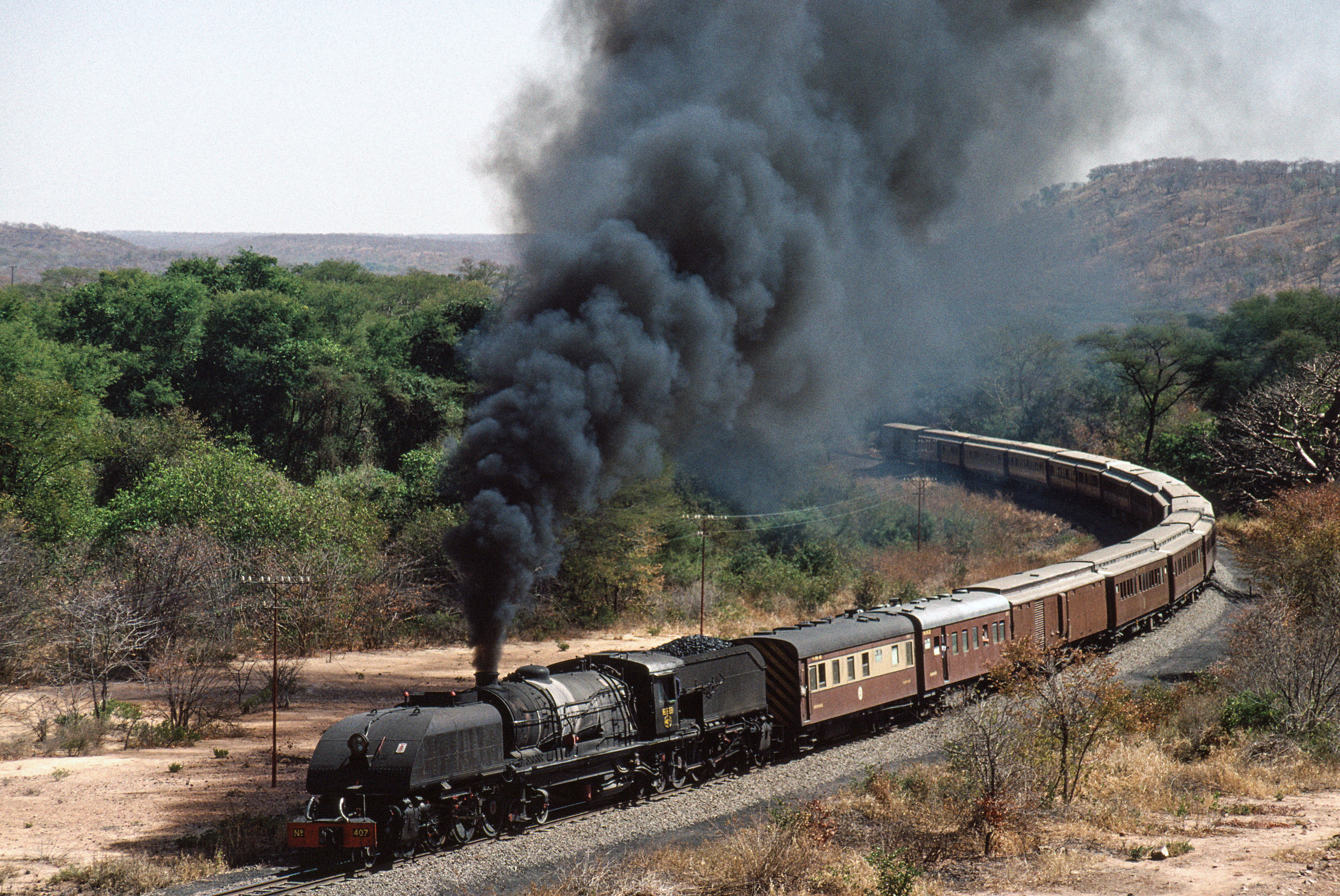
Lokomotywa Garratt serii 5A z pociągiem turystycznym „Union Limited Zambezi” między Wodospadami Wiktorii a Thomson Junction w drodze powrotnej do Bulawayo. 5 sierpnia 1992

Transport kolejowy w Zimbabwe – system transportu kolejowego działający na terenie Zimbabwe.
W Zimbabwe istnieje 3427 km linii kolejowych. Linie mają przylądkowy (wąski) rozstaw szyn – 1067 mm. Wszystkie linie są niezelektryfikowane. Państwowy przewoźnik to National Railways of Zimbabwe.

## Historia
We wrześniu 1892 r. rozpoczęto budowę linii kolejowej z Fontesvilla do Umtali, a w maju 1893 r. ze Vryburga w Prowincji Przylądkowej w RPA do Bulawayo. Drugi odcinek został ukończony w październiku 1897 roku, zaś pierwszy cztery miesiące później, w lutym 1898 roku.
Połączenie między Harare i Bulawayo otwarto w październiku 1902 roku.
W 1903 roku rozpoczęto budowę linii z Bulawayo w kierunku północnym. Linia dotarła do obecnej granicy Zambii i Demokratycznej Republiki Konga w grudniu 1909 roku.
W 1936 roku Rhodesia Railways Limited przejęła na własność cały system kolejowy na terenie dzisiejszego Zimbabwe, Zambii i odciek Vryburg – Bulawayo.
Odcinek z Vryburga do Ramathlabama (granica RPA i Botswany) został przejęty przez Koleje Południowoafrykańskie w grudniu 1959 roku. Odcinek botswański został przekazany nowoutworzonemu Botsawna Railways w 1987 roku.
1 lipca 1967 roku sieć kolejowa została podzielona na moście Victoria Falls Bridge. Zambia Railways przejęła północną część, zaś Rhodesia Railways południową część.
1 czerwca 1979 r. nazwa Rhodesia Railways została przemianowana na Zimbabwe Rhodesia Railways, a ostatecznie na National Railways of Zimbabwe 1 maja 1980 r., po uzyskaniu niepodległości przez ten kraj.
W latach 1981–1983 zelektryfikowano część ruchliwej linii głównej, na odcinku 305 km między Harare a stacją rozrządową Dabuka w pobliżu Gweru. Obecnie jednak linia jest zdeelektryfikowana.
We wrześniu 1992 r. pojawiły się lokomotywy spalinowo-elektryczne serii 11, co umożliwiło wycofanie z eksploatacji parowozów na głównych liniach w lipcu 1993 roku.
W 1996 r. rząd Zimbabwe przyznał koncesję firmie New Limpopo Projects Investments Ltd (NLPI), na budowę linii West Nicholson – Beitbridge, zapewniając w ten sposób bardziej bezpośrednie połączenie kolejowe między Beitbridge na granicy z RPA a Bulawayo. Linię otwarto 15 lipca 1999 roku.